# Fodil Megharia
Fodil Megharia, né le 23 mai 1961 à Chlef en Algérie, est un footballeur international algérien. Il a participé à la Coupe du monde de football 1986. Il a aussi joué la Coupe d'Afrique des nations de football en 1986, 1988, 1990 et 1992. Il compte 75 sélections en équipe nationale entre 1984 et 1992.

## Biographie
- International algérien de 1984 à 1992
- Premier match le 10/10/1984:  R.D.Allemagne - Algérie (5-2)
- Dernier match le 17/1/1992:  Algérie - Congo (1-1)
- Nombre de matchs joués: 68  (plus 10 matchs d'application)
- Participation à la Coupe du Monde de 1986
- Participation à 4 Coupes d'Afrique des Nations (1986, 1988, 1990, 1992)

### Matchs internationaux
| Date       | Lieu            | Compétition  | Pays            | Score | Pays                |
| 10-10-1984 | R.D.Allemagne   | Amical       | R.D.Allemagne   | 5 - 2 | Algérie             |
| 1-11-1984  | Alger           | Amical       | Algérie         | 0 - 1 | Gremio Porto Alegre |
| 28-12-1984 | Côte d'Ivoire   | Abidjan1984  | Algérie         | 1 - 2 | Ghana               |
| 30-12-1984 | Côte d'Ivoire   | Abidjan1984  | Algérie         | 3 - 1 | Tunisie             |
| 1-1-1985   | Côte d'Ivoire   | Abidjan1984  | Côte d'Ivoire   | 1 - 1 | Algérie             |
| 5-2-1985   | Alger           | Amical       | Algérie         | 3 - 2 | Juventus            |
| 8-3-1985   | Alger           | Q.CAN 1986   | Algérie         | 4 - 0 | Mauritanie          |
| 13-3-1985  | Batna           | Amical       | Algérie         | 1 - 1 | R.D.Allemagne       |
| 19-4-1985  | Alger           | Q.C.M 1986   | Algérie         | 3 - 2 | Angola              |
| 28-7-1985  | Zambie          | Q.C.M 1986   | Zambie          | 0 - 1 | Algérie             |
| 4-8-1985   | Kenya           | Q.CAN 1986   | Kenya           | 0 - 0 | Algérie             |
| 18-8-1985  | Alger           | Q.CAN 1986   | Algérie         | 3 - 0 | Kenya               |
| 18-10-1985 | Alger           | Q.C.M 1986   | Algérie         | 3 - 0 | Tunisie             |
| 7-12-1985  | Mexique         | Mexico1985   | Mexique         | 2 - 0 | Algérie             |
| 11-12-1985 | Mexique         | Mexico1985   | Algérie         | 1 - 3 | Hongrie             |
| 14-12-1985 | Mexique         | Mexico1985   | Algérie         | 0 - 2 | Corée du Sud        |
| 22-1-1986  | Sidi Bel Abbes  | Amical       | Algérie         | 0 - 0 | Eindhoven PSV       |
| 17-2-1986  | Arabie Saoudite | Amical       | Arabie Saoudite | 0 - 0 | Algérie             |
| 21-2-1986  | Arabie Saoudite | Amical       | Arabie Saoudite | 1 - 1 | Algérie             |
| 25-2-1986  | Alger           | Amical       | Algérie         | 4 - 1 | Mozambique          |
| 8-3-1986   | Egypte          | CAN 1986     | Algérie         | 0 - 0 | Maroc               |
| 11-3-1986  | Egypte          | CAN 1986     | Algérie         | 0 - 0 | Zambie              |
| 29-4-1986  | Belgique        | Amical       | Beveren KSK     | 0 - 2 | Algérie             |
| 6-6-1986   | Mexique         | C.M 1986     | Algérie         | 0 - 1 | Brésil              |
| 13-6-1986  | Mexique         | C.M 1986     | Algérie         | 0 - 3 | Espagne             |
| 11-12-1986 | Mascara         | Amical       | Algérie         | 2 - 1 | Côte d'Ivoire       |
| 11-1-1987  | Tunisie         | Q.J.A 1987   | Tunisie         | 0 - 2 | Algérie             |
| 16-2-1987  | Koweït          | Amical       | Koweït          | 2 - 0 | Algérie             |
| 24-2-1987  | Tiaret          | Amical       | Algérie         | 0 - 1 | Nantes              |
| 8-3-1987   | France          | Amical       | Algérie         | 1 - 1 | Belenenses FC       |
| 8-6-1987   | Alger           | Amical       | Algérie         | 0 - 1 | Flamengo C.R.       |
| 28-6-1987  | Soudan          | Q.J.O 1988   | Soudan          | 1 - 1 | Algérie             |
| 10-7-1987  | Annaba          | Q.J.O 1988   | Algérie         | 3 - 1 | Soudan              |
| 11-12-1987 | Alger           | Q.C.Arabe.88 | Algérie         | 0 - 0 | Tunisie             |
| 15-12-1987 | Alger           | Q.C.Arabe.88 | Algérie         | 3 - 0 | Mauritanie          |
| 5-1-1988   | Annaba          | Amical       | Algérie         | 4 - 1 | Inter Congo         |
| 15-1-1988  | Annaba          | Q.J.O 1988   | Algérie         | 1 - 0 | Nigeria             |
| 30-1-1988  | Nigeria         | Q.J.O 1988   | Nigeria         | 2 - 0 | Algérie             |
| 13-3-1988  | Maroc           | CAN 1988     | Algérie         | 1 - 1 | Côte d'Ivoire       |
| 16-3-1988  | Maroc           | CAN 1988     | Maroc           | 1 - 0 | Algérie             |
| 19-3-1988  | Maroc           | CAN 1988     | Algérie         | 1 - 0 | R.D.Congo           |
| 23-3-1988  | Maroc           | CAN 1988     | Algérie         | 1 - 1 | Nigeria             |
| 26-3-1988  | Maroc           | CAN 1988     | Maroc           | 1 - 1 | Algérie             |
| 29-10-1988 | Mascara         | Amical       | Algérie         | 1 - 1 | Angola              |
| 5-11-1988  | Tunisie         | Amical       | Tunisie         | 1 - 0 | Algérie             |
| 13-11-1988 | Alger           | Amical       | Algérie         | 7 - 0 | Mali                |
| 24-11-1988 | Emirates        | Amical       | Emirates        | 1 - 1 | Algérie             |
| 6-1-1989   | Annaba          | Q.C.M 1990   | Algérie         | 3 - 0 | Zimbabwe            |
| 20-1-1989  | Côte d'Ivoire   | Q.C.M 1990   | Côte d'Ivoire   | 0 - 0 | Algérie             |
| 12-2-1989  | Malte           | Malte1989    | Algérie         | 0 - 0 | Danemark            |
| 22-3-1989  | Tunisie         | Amical       | Algérie         | 1 - 1 | Maroc               |
| 4-4-1989   | Alger           | Amical       | Algérie         | 2 - 0 | Tunisie             |
| 25-5-1989  | Maroc           | Amical       | Maroc           | 1 - 0 | Algérie             |
| 31-5-1989  | Suède           | Amical       | Suède           | 2 - 0 | Algérie             |
| 25-6-1989  | Zimbabwe        | Q.C.M 1990   | Zimbabwe        | 1 - 2 | Algérie             |
| 30-7-1989  | Tlemcen         | Amical       | Algérie         | 1 - 1 | Qatar               |
| 25-8-1989  | Annaba          | Q.C.M 1990   | Algérie         | 1 - 0 | Côte d'Ivoire       |
| 8-10-1989  | Constantine     | Q.C.M 1990   | Algérie         | 0 - 0 | Egypte              |
| 1-11-1989  | Tunisie         | Amical       | Tunisie         | 0 - 0 | Algérie             |
| 11-11-1989 | Italie          | Amical       | Italie          | 1 - 0 | Algérie             |
| 17-11-1989 | Egypte          | Q.C.M 1990   | Egypte          | 1 - 0 | Algérie             |
| 31-12-1989 | Sénégal         | Amical       | Sénégal         | 0 - 0 | Algérie             |
| 16-1-1990  | France          | Amical       | Algérie         | 1 - 2 | Dynamo Tbilissi     |
| 25-1-1990  | Mostaganem      | Amical       | Algérie         | 0 - 0 | Montpellier         |
| 4-2-1990   | Alger           | Amical       | Algérie         | 0 - 0 | Roumanie            |
| 2-3-1990   | Alger           | CAN 1990     | Algérie         | 5 - 1 | Nigeria             |
| 5-3-1990   | Alger           | CAN 1990     | Algérie         | 3 - 0 | Côte d'Ivoire       |
| 12-3-1990  | Alger           | CAN 1990     | Algérie         | 2 - 1 | Sénégal             |
| 16-3-1990  | Alger           | CAN 1990     | Algérie         | 1 - 0 | Nigeria             |
| 11-4-1990  | Alger           | Amical       | Algérie         | 1 - 1 | Suède               |
| 11-12-1990 | Alger           | Amical       | Algérie         | 0 - 0 | Angleterre B        |
| 17-12-1990 | Constantine     | Amical       | Algérie         | 1 - 0 | Sénégal             |
| 22-1-1991  | Sénégal         | Dakar1991    | Sénégal         | 2 - 2 | Algérie             |
| 5-3-1991   | Annaba          | Amical       | Algérie         | 2 - 1 | Tunisie             |
| 7-4-1991   | Tunisie         | Amical       | Tunisie         | 0 - 0 | Algérie             |
| 13-10-1991 | Alger           | C.A.A 1991   | Algérie         | 1 - 0 | Iran                |
| 13-1-1992  | Sénégal         | CAN 1992     | Algérie         | 0 - 3 | Côte d'Ivoire       |
| 17-1-1992  | Sénégal         | CAN 1992     | Algérie         | 1 - 1 | Congo               |

## Carrière
- ASO Chlef  Algérie
- Club africain  Tunisie

## Palmarès
Avec Club africain  :
- Champion de Tunisie en 1990 et 1992
- Vice-Champion de Tunisie en 1989 et 1991
- Vainqueur de la  Coupe de Tunisie en 1992
- Finaliste de la  Coupe de Tunisie  en 1989
- Vainqueur de la Ligue des champions de la CAF en 1991
- Finaliste de la Coupe d'Afrique des vainqueurs de coupes en 1990
- Vainqueur de la Coupe afro-asiatique de football en 1992

Avec l'Algérie  :
- Vainqueur de la Coupe d'Afrique des nations de football en 1990
- Vainqueur de la Coupe afro-asiatique des nations en 1991
- Participation à la coupe du monde de football en 1986